# Girls Night Out Tour
Fue una serie de once conciertos por la cantante Cyndi Lauper.

## Girls 'Night Out
(Noche de Chicas en Español) es un evento de mujeres, donde se reúnen para hacer actividades sociales. Charlan, cantan, bailan, etc.

## Listado de canciones
Lauper cambia de listado de canciones depende el lugar; Concierto del 30 de julio en el Casino Fallsview en las Cataratas del Niágara.
1. When You Were Mine
2. She Bop
3. The Goonies 'r' Good Enough
4. All Through The Night
5. Carey
6. Can't Blame Me
7. Hole In My Heart (All The Way To China)
8. Change Of Heart
9. Fearless/Time After Time
10. Echo
11. Into The Nightlife
12. I Drove All Night
13. Money Changes Everything
14. Who Let In The Rain
15. Sing It One More Time Like That
16. Iko Iko
17. Girls Just Want To Have Fun
18. True Colors